# Hugo Ruiz
Pour les articles homonymes, voir Hugo Ruiz (cyclisme) et Ruiz.
Hugo Ruiz est un boxeur mexicain né le 21 septembre 1988 à Los Mochis.

## Carrière
Passé professionnel en 2006, il remporte le titre vacant de champion du monde des poids super-coqs WBC le 27 février 2016 après sa victoire par arrêt de l'arbitre au 1er round contre Julio Ceja. Ruiz est en revanche battu dès le combat suivant par Hozumi Hasegawa le 16 septembre 2016.